# Весёлая (приток Вуоксы)
Весёлая (ранее фин. Konnitsanjoki — Коннитсанйоки) — река в России, протекает в Приозерском районе Ленинградской области. Старое русское название — Кромля. Устье реки находится в 36 км по правому берегу реки Вуоксы. Длина реки составляет 7,5 км.

## География
Весёлая является частью стока двух крупных озёр Карельского перешейка — Отрадного и Комсомольского в реку Вуоксу. Река вытекает из северной оконечности Комсомольского озера в районе посёлка Торфяное, течёт в общем направлении на северо-запад и впадает в Вуоксу напротив посёлка Васильево. В устье Весёлой, на правом берегу Вуоксы, расположена деревня Васильево. Других населённых пунктов на реке нет.

## Данные водного реестра
По данным государственного водного реестра России относится к Балтийскому бассейновому округу, водохозяйственный участок реки — Водные объекты бассейна оз. Ладожское без рр. Волхов, Свирь и Сясь, речной подбассейн реки — Нева и реки бассейна Ладожского озера (без подбассейна Свирь и Волхов, российская часть бассейнов). Относится к речному бассейну реки Нева (включая бассейны рек Онежского и Ладожского озера).
Код объекта в государственном водном реестре — 01040300212102000009225.